# Права животных
Права животных (англ. animal rights), также «освобождение животных» (англ. animal liberation) — идея о равноценности главных потребностей людей и животных: например, потребности избегать боли, сохранить свою жизнь.
Сторонники придерживаются разных философских точек зрения, однако все в целом едины в том, что животных нельзя рассматривать как частную собственность и использовать для получения пищи, одежды, в индустрии развлечений и научных экспериментах, а некоторые права, например, право на жизнь и защиту от нанесения телесных повреждений и морального вреда, должны быть юридически закреплены за животными.
В концепции прав животных получила своё развитие идея справедливости в отношении животных, согласно которой единственно этичным подходом к проблеме считается справедливое отношение ко всем живым существам.

## Зарождение концепции прав животных

### Моральный статус животных в древнем мире
Позиция ненасилия по отношению к животным существовала в глубокой древности, её сторонником был император Ашока (304 до н. э. — 232 до н. э.), он ввел запрет на ритуальное жертвоприношение животных. 
Плеяда мыслителей высказывались о необходимости уважения животных и нежелательности жестокости по отношению к ним, такие как Сенека (4 до н. э. римский философ-стоик, поэт и гос. деятель), Порфирий (232—306 до н. э. эллинистический философ, теоретик музыки, астролог), древнеримский поэт Овидий (43 до н. э.), Гораций (65-8 до н. э), Диоген (412—323 до н. э., др. гр. философ), Пифагор.
Мыслитель античности Плутарх писал

Мы не можем заявлять прав на животных, существующих на суше, которые питаются одинаковой пищей, вдыхают тот же воздух, пьют ту же воду, что и мы; при их умерщвлении они смущают нас своими ужасающими криками и заставляют стыдиться нашего поступка.

Мысль о том, что животные подчинены человеку, восходит к библейским временам, где неравенство закрепляется божественной иерархией, а человек находится на вершине иерархической лестницы творений. Вместе с тем считалось, что так как животные лишены разума и не способны пользоваться человекоподобным языком, они достойны меньшего уважения, чем люди, или вообще недостойны. Поэтому отдельные животные рассматриваются только как представители вида, а не индивидуумы. Действия человека по уничтожению животных такой концепцией считаются приемлемыми, если не угрожают исчезновению целого вида.
Итальянский живописец Леонардо да Винчи (1452—1519), по свидетельствам современников любивший животных (в особенности лошадей), и бывший вегетарианцем, считал, что мораль в отношении животных будет развиваться в сторону недопустимости жестокости к животным. Да Винчи выкупал продающихся в клетках птиц, чтобы выпустить их на свободу. Негативно отзывался о людях, мучивших животных из побуждений садизма.

### XVII век: животные как механизмы

#### 1641: Рене Декарт

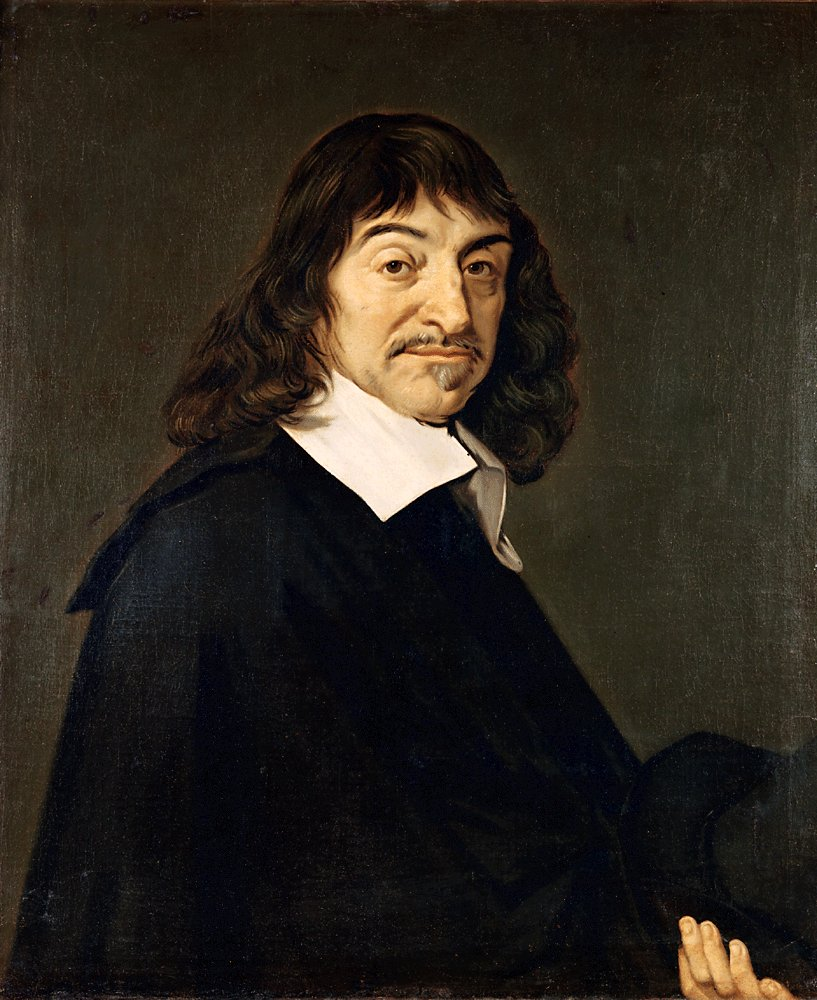
Идеи Декарта остаются влиятельны в вопросах о разуме животных

В 1641 году один из отцов научной революции, учёный и философ Рене Декарт, опубликовал труд «Размышления о первой философии», в котором изложил механистическую теорию вселенной. Декарт считал, что все материальное должно управляться законами механики, подобно часовому механизму. Но во вселенной существует два рода объектов — объекты материальные и объекты души, духа. Человек не может вести своё происхождение из материи, так как обладает сознанием (бессмертной душой). Но все остальные объекты материального мира души не имеют. В том числе животные, которые представляют собой нечто вроде сложных часовых механизмов, созданных Богом.
Рене Декарт:
Они (животные)… машины, автоматы. Они не ощущают ни удовольствия, ни боли и вообще ничего. Хотя они пронзительно кричат, когда их режут ножом, и корчатся в своих усилиях избежать контакта с раскаленным железом, это ничего не означает.
Питер Сингер пишет, что идеи Декарта оказали влияние на отношение к животным в обществе. Словами самого Декарта:
моё мнение заключается в том, что жестокость к животным, как индульгенция для людей — по крайней мере для тех, кто не поддается суевериям Пифагора и освободился от подозрений в преступлении, когда они едят или убивают животных".
Особенно в научной среде, так как в то время широко практиковались эксперименты на животных без анестезии.
Питер Сингер:
Теория Декарта позволяла экспериментаторам освободиться от каких-либо угрызений совести, которые они могли чувствовать при этих обстоятельствах. Декарт лично рассекал на части живых животных, чтобы пополнить свои знания в анатомии, и многие из ведущих физиологов того времени объявляли себя картезианцами и механистами.
Тем не менее, ряд исследователей сходятся во мнении, что идеи Декарта были поняты неправильно и часто цитируются вне контекста. Декарт не противопоставлял людей (L’homme Machine) и животных (Bête machine), напротив, он противопоставлял материализм метафизике и писал о союзе разума и материи. Животные в трудах Декарта противопоставляются разуму, а не человеку. Материализм Декарта противопоставляет животных, включая человека, (материя, подчиняющаяся законам движения) разуму и метафизике Декарта.

#### 1635—1654: первые законы в защиту животных
Ричард Райдер пишет, что первые законы в англоговорящем мире о защите животных были приняты в Ирландии в 1635 году. Они запрещали выдергивать шерсть из овец и крепить плуг к хвостам лошадей, так как «это причиняет им страдание».
В 1641 году, в год публикации «Размышлений» Декарта, был принят первый кодекс о защите сельскохозяйственных животных в Северной Америке в колонии Массачусетского залива. Конституция колонии основывалась на своде законов, разработанном юристом, пуританским священником и выпускником Кембриджского университета, уроженцем Саффолка (Англия) преподобным Натаниэлем Уордом. Свод законов включал пункт 92: «Ни один человек не должен практиковать тиранию или жестокость против любой божьей твари, обычно используемой для пользы человека». Историк Родерик Нэш пишет об особенной значимости этого события, так как в то время доминировали идеи Декарта о животных, а этот закон показал, что животные рассматривались не просто как бесчувственные автоматы.
В Англии пуритане также приняли законы, защищавшие животных. В 1654 году появился закон о защите животных во время действия протектората во время Английской революции, когда у власти находилось правительство под руководством Оливера Кромвеля. Кромвель не любил кровавые виды спорта, особенно петушиные бои, закидывание петуха палками, собачьи бои, а также травлю быков (буль-бейтинг) (считалось, что это придавало особую нежность мясу). Такие развлечения можно было часто наблюдать в городах, деревнях, они ставились пуританами в один ряд с бездельем, пьянством и азартными играми. Некоторые исследователи пишут, что пуритане интерпретировали концепцию «владычества» над животными из книги Бытия, скорее, как ответственное руководство, чем получение в собственность. Однако запреты пуритан вызывали недовольство и стали причиной сопротивления им. Поэтому законы о защите животных были отменены в период Реставрации Стюартов (с 1660 года). Травля быков оставалась законной в Англии ещё 162 года до её запрета законом об обращении с животными 1822 года.

#### 1693: Джон Локк

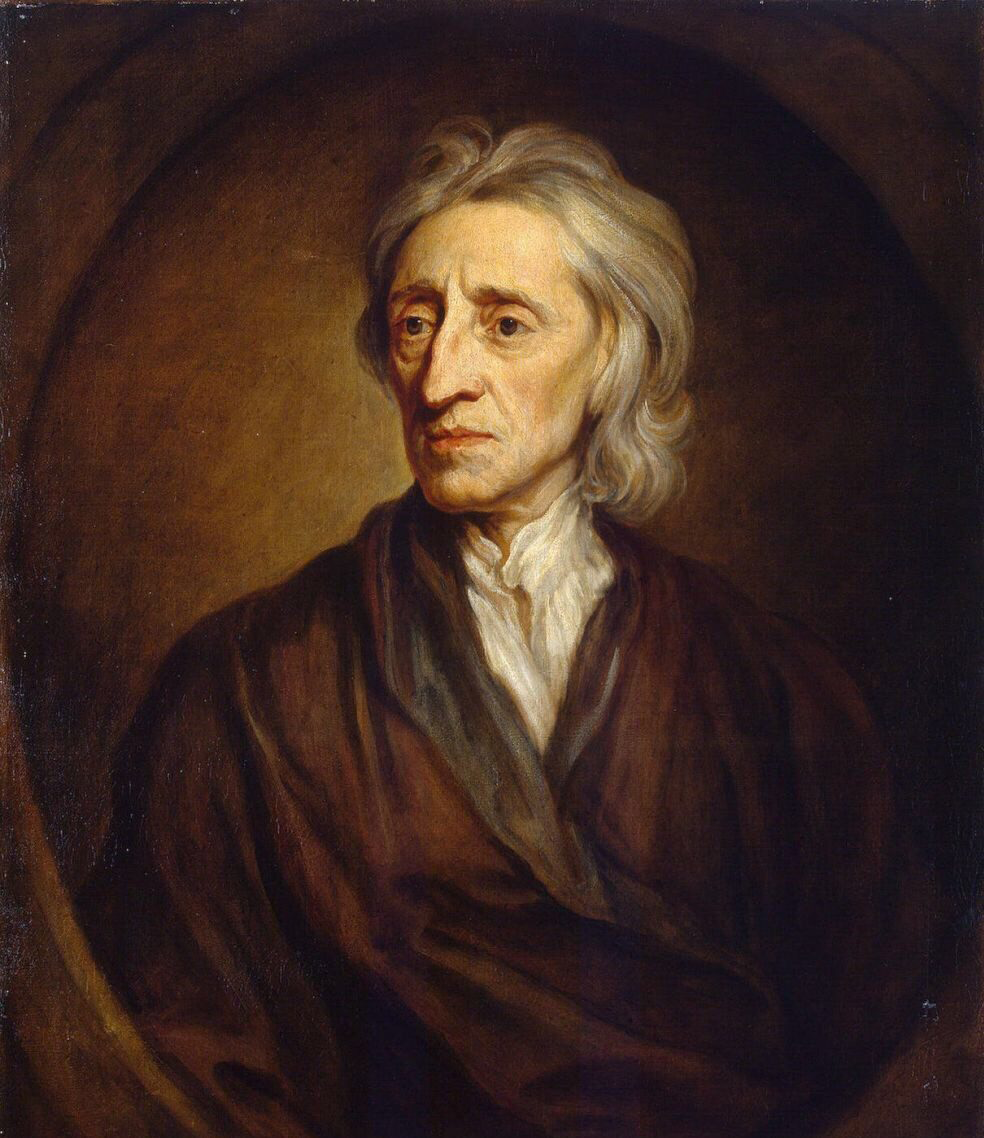
Джон Локк выступал против жестокого обращения с животными, так как по его мнению это вредило самим людям.

Против идей Декарта о животных выступил британский философ Джон Локк (1632—1704), который утверждал в труде «Некоторые мысли о воспитании» в 1693 году, что животные способны чувствовать, и с моральной точки зрения неверно причинять им ненужные страдания. Однако, вторя Фоме Аквинскому, он указывал, что у животного не может быть права на хорошее обращение. Локк полагал, что необходимо препятствовать жестокому обращению с животными со стороны детей из-за того, что это причинит вред самим детям: «я считаю, что нужно здесь за ними следить и, если у них проявляется наклонность к такой жестокости, учить их противоположному обращению; ибо под влиянием привычки мучить и убивать животных их душа будет постепенно грубеть также по отношению к людям».

#### Сёгун Токугава Цунаёси
В Японии в конце XVII века пятый сёгун из дома Токугава по имени Цунаёси, прозванный «Ину кубо» («собачий сёгун»), издал ряд указов, запрещающих жестокое обращение с животными. Предположительно, он исходил из буддийских канонов добродетели. Исследователь Беатрис Бодарт-Бэйли придерживается иного мнения о мотивации правителя. Объектом действия указов стали собаки, лошади, коровы, кошки, курицы, черепахи и даже змеи, а также рыба, которой было запрещено торговать на рынках. Суровые наказания, включавшие изгнание, тюремное заключение и смертную казнь, были введены за убийства животных. Для собак по распоряжению Цунаёси была создана сеть приютов. Перед смертью Цунаёси завещал, чтобы его распоряжения выполнялись вечно, однако они были отменены через десять дней после его кончины.

### XVIII век: животные чувствуют, но не разумны

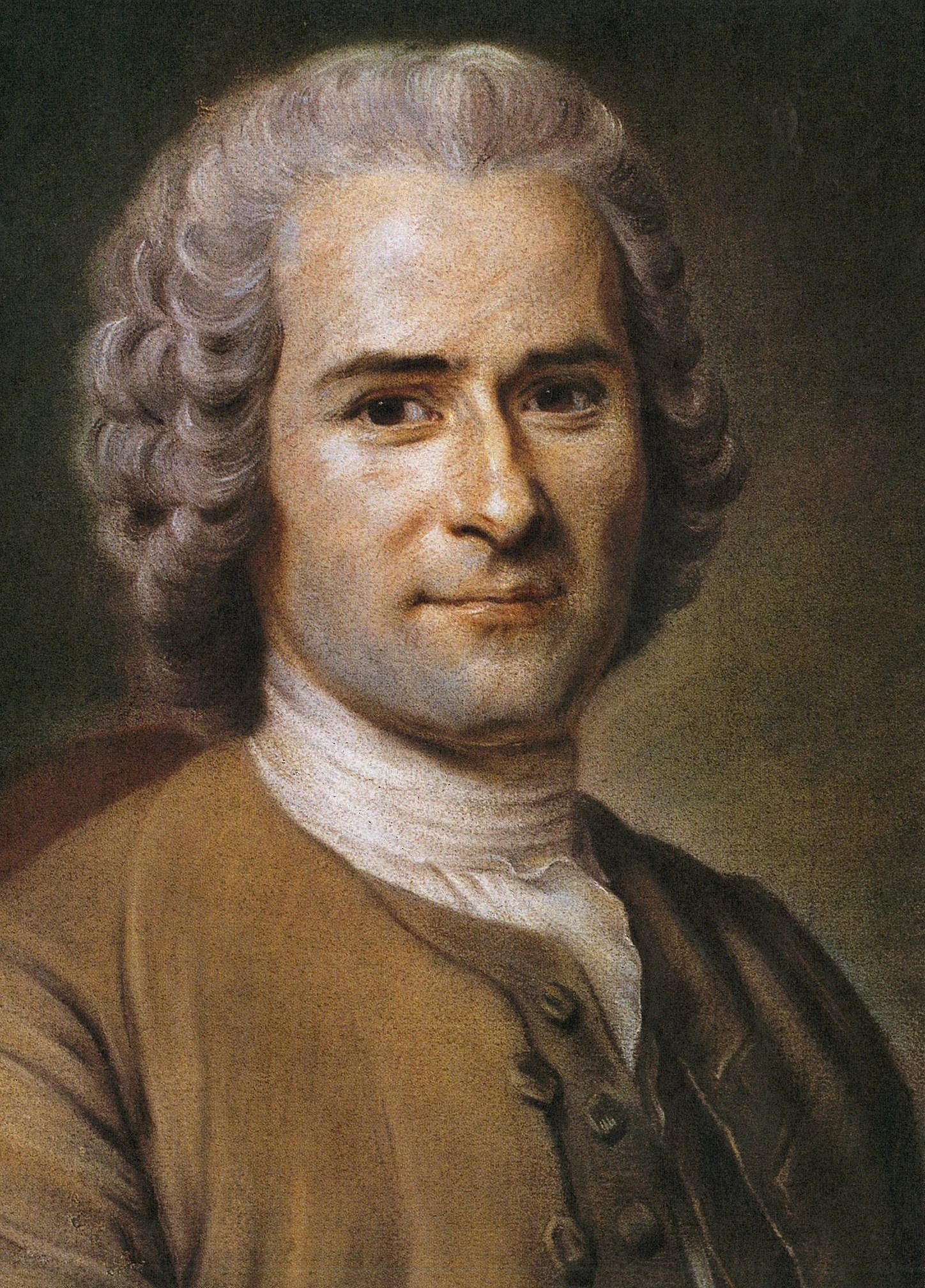
Жан-Жак Руссо: животные обладают естественными правами, потому что способны чувствовать

#### 1754: Жан-Жак Руссо
Жан-Жак Руссо (1712—1778) утверждал в своём труде «Рассуждение о происхождении и основаниях неравенства между людьми» (1754), что животные обладают естественными правами, не потому что разумны, а потому что способны чувствовать:
Таким образом мы покончим и с давнишними спорами о причастности животных к естественному закону: ибо ясно, что, будучи лишены знаний и свободы, они не могут признавать этот закон; но так как они имеют с нашей природою нечто общее, поскольку и они одарены способностью чувствовать, то можно считать, что они также должны быть причастны естественному праву и что на человеке лежат по отношению к ним некоторого рода обязанности. В самом деле, получается, что если я обязан не причинять никакого зла мне подобному, то не столько потому, что он есть существо мыслящее, сколько потому, что он есть существо чувствующее: это качество, общее и животному и человеку, должно, по меньшей мере, давать первому из них право не подвергаться напрасно мучениям по вине другого.

#### 1785: Иммануил Кант
Немецкий философ Иммануил Кант (1724—1804), следуя идеям Августина Аврелия, Фомы Аквинского и Локка, отвергал какие-либо обязательства людей перед животными. Для Канта жестокость по отношению к животным была плоха лишь по той причине, что причиняла вред самому человечеству. В 1785 году он утверждал, что у людей есть обязательства только перед другими людьми, а «жестокость к животным противоречит обязательству человека к самому себе, потому что убивает в нём сочувствие к чужим страданиям, которое очень полезно в отношениях с другими людьми».

#### 1789: Джереми Бентам

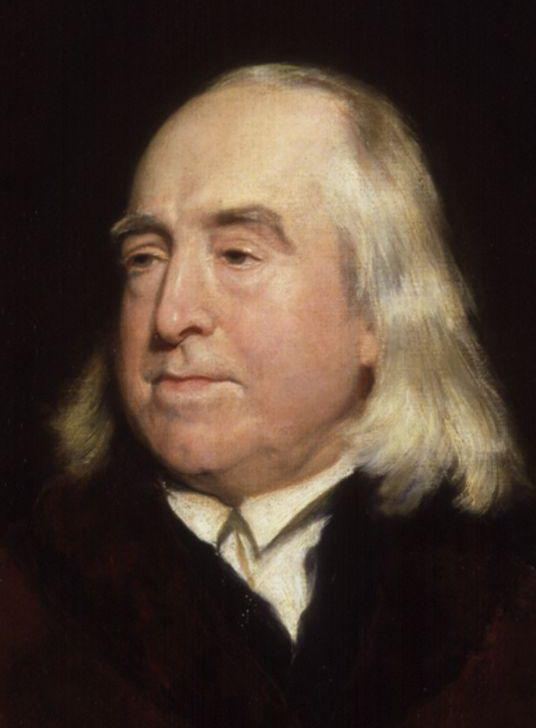
Джереми Бентам «Настанет время, когда человечество будет гуманным к каждому существу, которое дышит», 1781 год

Четыре года спустя один из основателей современного утилитаризма, английский философ Джереми Бентам (1748—1832), хотя и отвергал концепцию естественных прав, согласился с Руссо, что способность испытывать страдания (а не размышлять) должна быть критерием обращения с другими существами. Если бы таким критерием была разумность, ко многим людям, включая младенцев и некоторых инвалидов, можно было бы относиться, как к вещам. В 1789 году (во время освобождения рабов во Франции) он писал:
Было время — и я с грустью говорю, что во многих местах оно еще не прошло, — когда большую часть вида под названием рабов третировали согласно закону так, как, к примеру, в Англии все еще третируют низшие виды животных. Может наступить день, когда остальная часть мира живых тварей обретет те права, которые не могут быть отняты у них иначе, как рукой тирании. Французы уже открыли то, что чернота кожи не есть основание для того, чтобы оставить человеческое существо капризу мучителя без какой-либо компенсации. Может наступить день, когда признают, что количество ног, наличие шерсти на коже или завершение os sacrum — столь же недостаточные основания для того, чтобы предоставить чувствующее существо такой же судьбе. Что еще должно прочерчивать эту непреодолимую линию? Способность разума или, возможно, способность речи? Но взрослая лошадь или собака несравненно более рациональные и общительные существа, чем младенец в возрасте одного дня, одной недели или даже одного месяца. Но предположим даже, что верно обратное. Что это дает? Вопрос не в том, могут ли они рассуждать или могут ли они говорить, но в том, могут ли они страдать.
— Джереми Бентам

#### 1792: Томас Тейлор
Несмотря на идеи Руссо и Бентама, концепция прав животных в то время считалась нелепой. Когда британская писательница и феминистка Мэри Уолстонкрафт (1759—1797) в 1792 году опубликовала свой труд «В защиту прав женщин», кэмбриджский философ-неоплатонист Томас Тейлор (1758—1835) раскритиковал её в своём анонимном трактате «Доказательство прав животных». Тейлор использовал подход, известный как «доказательство от противного», для доказательства ошибочности идей Уолстонкрафт и Томаса Пейна, автора труда Права человека. Он писал, что их аргументы можно использовать и в отношении животных, которые тоже могут обладать «чувством собственного достоинства» — что, с точки зрения Тейлора, являлось бы умозаключением достаточно абсурдным.

### XIX век: законодательство о животных

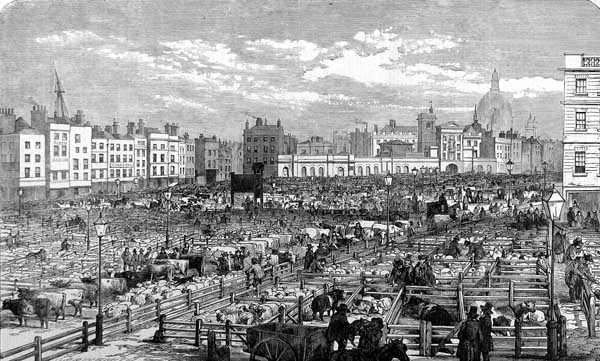
Первое известное судебное дело о жестоком обращении с животными было заведено в 1822 году против двух людей, избивших лошадь в Лондоне. Они были оштрафованы по 20 шиллингов каждый.

#### Законодательные акты

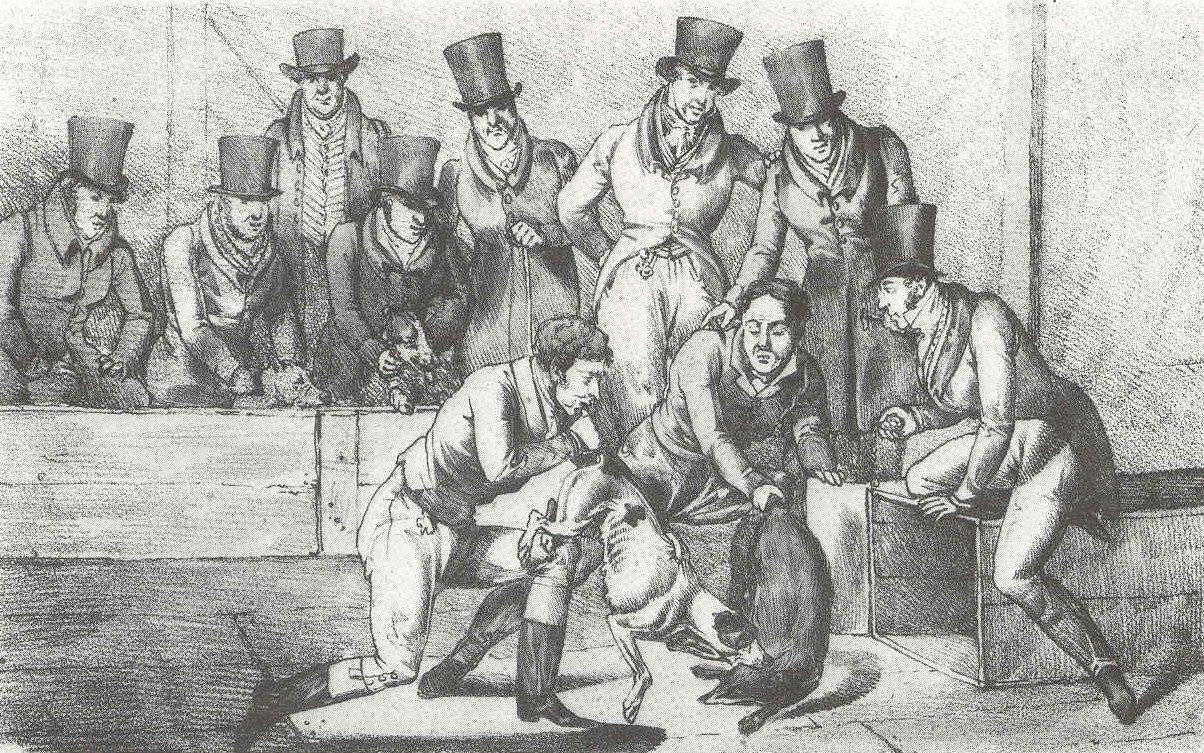
Травля барсуков было запрещено в Англии законом Закон о жестокости по отношению к животным 1835 года. Картина Генри Томаса Олкена, 1824

Начало XIX века ознаменовалось резким повышением общественного интереса к защите животных, особенно в Англии. В то время образованные слои общества были обеспокоены проблемами стариков, бедняков, детей, сумасшедших, и теперь — положением животных. До XIX века было несколько судебных разбирательств из-за жестокого обращения с животными, но лишь с той позиции, что жестокость по отношению к животным наносит вред частной собственности владельца. Например, в 1793 году Джон Корниш не был признан виновным за то, что вырвал язык у лошади. Судья постановил, что обвинительный приговор можно было бы вынести только в случае намерения причинить вред владельцу.
В самом начале XIX века в Англии было предпринято несколько попыток узаконить гуманное обращение с животными. Первый законопроект против травли привязанного быка собаками (буль-бейтинга) предложил Сэр Уильям Пултени в 1800 году. Однако его опротестовал военный министр Уильям Уиндхем на основании того, что он мог ущемлять права рабочего класса. Следующая попытка была сделана в 1802 году Уильямом Уилберфорсом и снова встретила сопротивление Уиндхема. В 1811 году Лорд Эрскин предложил законопроект по защите крупного рогатого скота и лошадей от плохого обращения, беспричинной жестокости, избиения, который был также опротестован Уиндхемом, так как мог нарушать права собственности. Судья Эдуард Эбботт Парри писал, что Палата Лордов нашла закон настолько сентиментальным, что осмеяла Эрскина, кукарекая и мяуча.

##### 1822: закон Мартина
В 1821 году член парламента Ирландии полковник Ричард Мартин выдвинул законопроект о правильном обращении с лошадьми, за что был осмеян членами палаты общин Великобритании, предположившими, что следующей его идеей будет наделение правами ослов, собак и кошек.
Однако Мартин, получивший от короля Георга IV прозвище «Человечный Дик» (Дик — сокр. от Ричард), добился в 1822 году принятие своего закона «об обращении с лошадьми и крупным рогатым скотом». «Закон Мартина» получил королевскую санкцию и стал первым из известных законов в защиту животных. Нарушителя ожидал денежный штраф (до 5 фунтов стерлингов) или двухмесячное тюремное заключение за «избиение, плохой уход или жестокое обращение с любой лошадью, кобылой, мерином, мулом, ослом, быком, коровой, телкой, бычком, овцой или другим скотом». К ответственности мог быть привлечён любой из граждан.

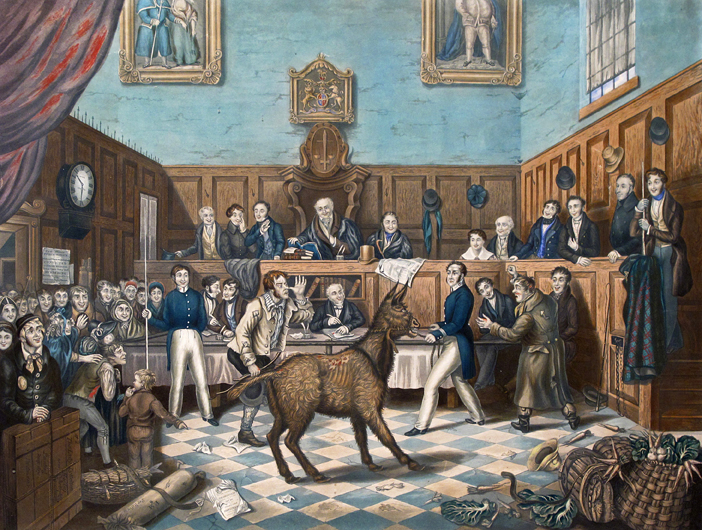
На картине «судебное дело Билла Бернса» запечатлён Ричард Мартин, осёл и поражённые судебные заседатели — первое в мире судебное разбирательство о жестоком обращении с животными было широко освещено в газетах и мюзик-холлах Лондона.

Исследователи отмечают, что закон приняли во многом благодаря личности самого «Человечного Дика», который с чувством юмора переносил насмешки членов палаты общин и в конечном итоге смог привлечь их внимание к проблеме. И именно Мартин впервые воспользовался новым законом, задержав уличного торговца фруктами Билла Бёрнса за избиение осла. В суде, увидев, что заседатели скучают и не особо беспокоятся из-за осла, он привел последнего прямо в зал суда и показал его раны шокированным заседателям. Бёрнс был признан виновным, став первым в мире человеком, осужденным за жестокое обращение с животными. Газеты и мюзик-холлы Лондона переполнялись шутками о том, как Мартин опирался на показания осла. Судебный процесс был запечатлен художником (справа) — картина сегодня украшает штаб-квартиру Королевского общества по защите животных в Лондоне.
В дальнейшем некоторые из стран поставили беспричинное жестокое обращение с домашним скотом вне закона — ряд штатов США, Франция в 1850 году (законопроект Жака Филиппа Делма де Грамона о запрете боев быков). Серией поправок к «закону Мартина» в 1835-м, 1849-м и 1876-м годах были запрещены петушиные и собачьи бои.

##### 1824: Общество по предотвращению жестокого обращения с животными (SPCA)

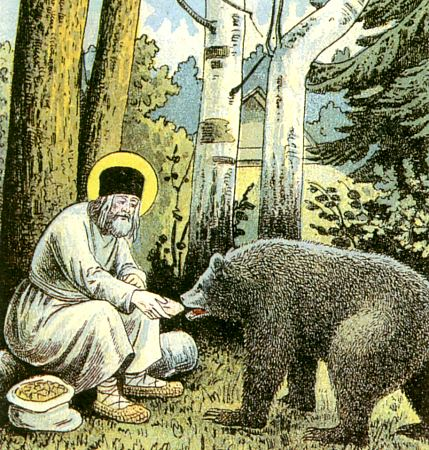
Серафим Саровский кормит дикого медведя (1903)

Вскоре Ричард Мартин и несколько членов парламента (Сэр Джеймс Макинтош, Сэр Томас Бакстон, Уильям Уильберфорс и Сэр Джеймс Грейам), обнаружив, что судьи не принимают новый закон всерьёз, и в целом он не соблюдается, решили создать специальные общество для контроля за его исполнением.
Оно было создано в 1824 году и получило название Общество для предотвращения жестокого обращения с животными (SPCA сокр. от Society for the Prevention of Cruelty to Animals). Во время своего первого заседания в популярном среди актёров и художников Лондонском кафе «Старая скотобойня» они решили устраивать инспекции скотобоен и лондонского Смитфилд (рынок), где скот продавался ещё с X века, а также контролировать обращение ямщиков с лошадьми. В 1840 году SPCA получило грамоту от королевы Виктории (ярой противницы вивисекции) и стало королевским (Royal SPCA, RSPCA).

##### 1824: первые акции прямого действия
В 1824 году активистка движения против рабства Кэтрин Смитс организовала молодёжное крыло SPCA «Группу милосердия» выступающего за хорошее обращение с животными. Некоторые из членов группы проявили больше энтузиазма, чем ожидала Смитс, и стали известны благодаря акциям прямого действия против охотников — например, уничтожали их ружья. Хотя реальность подобной деятельности ставится под сомнение некоторыми исследователями, «группа милосердия» была воссоздана в 1972 году великобританским студентом права Ронни Ли вместе с Клифом Гудманом. Но уже как воинственная анти-охотничья партизанская организация (прокалывали шины и разбивали стекла автомобилей охотников). В 1976 году «группа милосердия» получила новое имя — «Фронт освобождения животных».

##### 1866: американское SPCA
Первая зоозащитная организация США (Американское общество по предотвращению жестокости к животным, ASPCA) была основана Генри Бергом в апреле 1866 года. До этого Берг получил от президента США Авраама Линкольна назначение на дипломатический пост в России и был поражен жестоким обращением с животными. По возвращении в США, проконсультировавшись в Лондонском RSPCA, он начал выступать против травли быков, петушиных боев и жестокого обращения с лошадьми. Берг создал «Декларацию прав животных» и в 1866 году убедил законодательно принять её в штате Нью-Йорк, а также наделить ASPCA полномочиями для контроля за её исполнением.

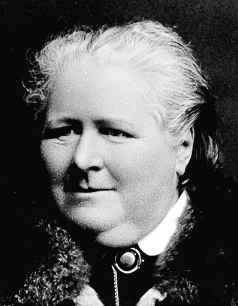
Фрэнсис Пауэр Кобб основала первое в мире общество против вивисекции.

#### Другие группы
В конце века возникло большое количество организаций защиты животных. В 1875 британская феминистка Фрэнсис Пауэр Кобб организовала общество защиты животных от вивисекции (в дальнейшем Национальное общество против вивисекции), первую в мире организацию, выступившую против научных экспериментов над животными. В 1898 году Кобб создала Британский союз за отмену вивисекции, и начала общественную кампанию против научных экспериментов над животными.

#### 1824: разработка концепции прав животных
В это время появились первые идеи о том, что нечеловеческие существа могут обладать естественными правами или же должны быть наделены правами юридически. В 1824 году один из создателей RSCPA Левис Гомпертц опубликовал свой труд «Требования морали в вопросе о человеке и животных», в котором утверждал, что каждое живое существо, человеческой или нечеловеческой природы, имеет неотъемлемое право распоряжаться своим собственным телом, и нашей обязанностью является способствовать счастью всех существ в равной степени.
В 1879 году Эдвар Николсон в своём труде «Права животных» утверждал, что животные обладают теми же естественными правами на жизнь и свободу, что и люди, и выступал против механистических идей Декарта о животных, а также против идеи, что животные не обладают сознанием. Некоторые другие писатели того времени, например, Джон Льюис, Эдвард Эванс и Говард Мур также выступали за идею естественных прав у животных.

##### 1839: Артур Шопенгауэр

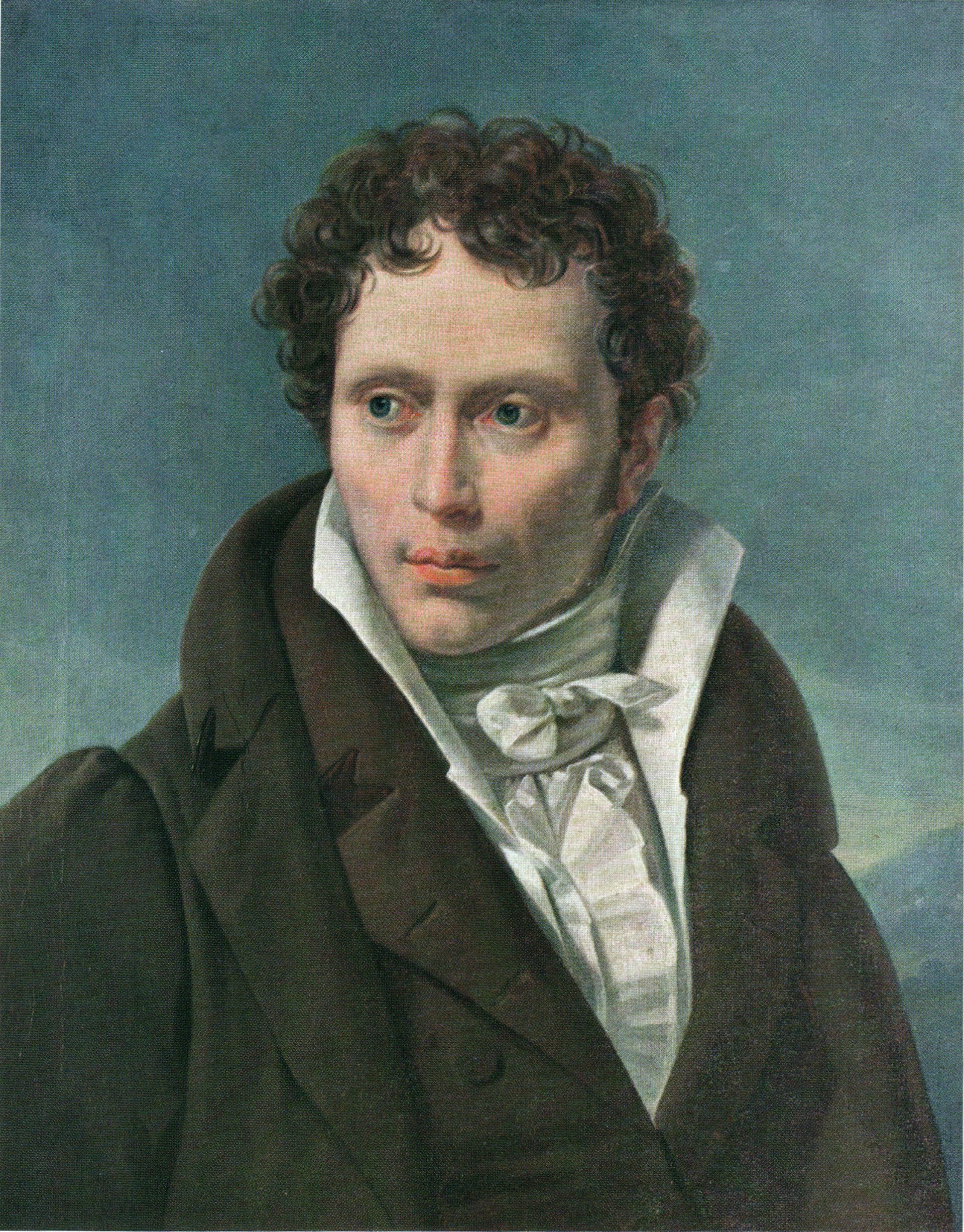
Шопенгауэр называл «возмутительной и отвратительной» идею о том, что жестокость по отношению к животным неправильна лишь потому, что вредна для самого человека.

Немецкий философ Артур Шопенгауэр (1788—1860) решительно поддерживал разработку концепции прав животных в Англии. Был членом зоозащитной организации в Мюнхене и считал необходимым создание зоозащитных организаций, так как церковь ничего не предпринимала против жестокости по отношению к животным. Он писал, что «в Европе все более и более пробуждается сознание прав животных, по мере того как постепенно выдыхаются и исчезают странные понятия о животном мире, явившемся на свет просто для пользы и забавы людей, — понятия, вследствие которых с животными обходятся совсем как с вещами». Он приветствовал движение за защиту животных: «к чести англичан надо поэтому сказать, что у них впервые закон вполне серьёзно и животных принял под свою защиту против жестокого обращения, и злодей действительно должен расплачиваться за своё варварство по отношению к животным, даже если они ему принадлежат». И выступал против доминировавшей в то время кантианской идеи о том, что жестокость к животным плоха лишь потому, что ожесточает самого человека:
«Итак, к животным надо относиться с состраданием только ради упражнения, и они служат как бы патологическим фантомом для упражнения в сострадании к людям. Вместе со всей неисламизованной (то есть неиудаизированной) Азией я нахожу такие мнения возмутительными и отвратительными… эта философская мораль, представляющая собою… лишь замаскированную теологическую, всецело, собственно, зависит от библейской. …так как (о чем далее) христианская мораль не распространяется на животных, то последние немедленно и в философской морали оказываются вне закона, играют роль простых „вещей“, простого средства для любых целей, вроде, например, вивисекций, травлей, цирковых боев, скачек, засечения насмерть перед несдвижимым возом с камнями и т. д. Фи, что за мерзкая мораль париев, чандалов и млеччхов, игнорирующая ту вечную сущность, которая присутствует во всем, что живет»
Однако взгляды Шопенгауэра на права животных не распространялись на вегетарианство. Он считал, что люди без мяса будут страдать сильнее, чем животное, будучи съеденным, если их смерть была быстрой. Он писал в своём сочинении «Об основах морали»: «пресловутое бесправие животных, ложное мнение, что наше поведение по отношению к ним лишено морального значения или, как говорится на языке этой морали, что по отношению к животным нет обязанностей, есть просто возмутительная грубость и варварство Запада, источник которых лежит в иудействе».

##### 1894: Генри Солт и «прорыв в эпистемологии»
В 1894 году выпускник Итонского колледжа Генри Солт, основавший в 1891 году «Гуманитарную лигу» для лоббирования запрета на охоту, своим сочинением «Права животных: связь с социальным прогрессом» осуществил, по мнению некоторых исследователей, «прорыв в эпистемологии». Солт писал, что главной целью его работы было «последовательно и вразумительно указать на принципы, лежащие в основе идеи о правах животных, и показать, что те же самые принципы составляют базис других разнообразных усилий реформаторов-гуманистов». Солт пишет, что в то время на животных смотрели, как на собственность, а не носителей прав:
Даже ведущие защитники животных старались избегать на самом деле единственно необходимой идеи о том, что животные, как и люди, хотя, конечно, в гораздо меньшей степени, обладают отличительной индивидуальностью, и поэтому по справедливости должны иметь право жить своей жизнью в той мере «ограниченной свободы», на которую указывает Герберт Спенсер"
Солт утверждал, что неправильно требовать прав для животных, одновременно подчиняя их интересам человека, и рассматривая жизнь человека как более ценную с точки зрения морали: «то, что жизнь животного не имеет ценности… — это такой вид идей, которые не могут быть приняты передовыми гуманистами сегодняшнего дня — это совершенно произвольное допущение, вступающее в противоречие с нашим природным чутьем, с доказательствами науки, и совершенно губительно (если хорошо об этом поразмыслить) для любой полноценной реализация прав животных. Если мы когда-нибудь решим относиться к низшим расам справедливо, мы должны избавиться от старомодной идеи о „гигантской пропасти“ между человечеством и ними, и должны осознать те узы гуманности, которые объединяют всех живых существ в одно вселенское братство».

#### Конец 1890-х: оппозиция к антропоморфизму
Ричард Райдер пишет, что отношение к животным ухудшилось в конце 1890-х, когда учёные стали считать идеи антропоморфизма (наделение существ нечеловеческой природы качествами человека) ненаучными. Животных, по их мнению, следовало рассматривать только как физиологические сущности, «без необходимости прибегать к фантастическим спекуляциям по поводу их индивидуальности», как писал Иван Павлов в 1927 году. Что отражало идеи Декарта XVII века о том, что животные — это просто механизмы, вроде часов, без разума и, возможно, даже сознания.

### XX век: усиление эксплуатации животных и движение за их права

#### 1933: законы о животных в нацистской Германии

Карикатура, опубликованная в немецком сатирическом журнале Kladderadatsch 3 сентября 1933 года — подопытные животные салютуют по-нацистски Герману Герингу после ужесточения законодательства об опытах на животных.

Национал-социалистическая немецкая рабочая партия, пришедшая к власти в январе 1933 года, выпустила наиболее полный свод законов о защите животных в Европе. Это была первая известная попытка правительства преодолеть межвидовой барьер (традиционное разделение людей и животных) в законодательстве. Люди как вид потеряли свой уникальный статус, вершину новой иерархии заняли арийцы, за которыми следовали волки, орлы, далее свиньи и евреи вместе с крысами в самом низу. Исследователи указывают, что это был наихудший ответ на вопрос о том, какими должны быть наши взаимоотношения с другими видами.
24 ноября 1933 был выпущен свод законов о защите животных Tierschutzgesetz. Адольф Гитлер прокомментировал следующими образом: «в новом Рейхе жестокость к животным будет запрещена („Im neuen Reich darf es keine Tierquälerei mehr geben“)» 3 июля 1934 — Reichsjagdgesetz, запретивший охоту. 1 июля 1935 года — Naturschutzgesetz, всеобъемлющее законодательство об окружающей среде. 13 ноября 1937 — закон о правильной перевозке животных в автомобилях, 8 сентября 1938 — поездом. Был узаконен наиболее безболезненный способ подковки лошадей и способ приготовления лобстера, исключающий его кипячение живьём. Гиммлер также выпустил предписания для старших офицеров «СС» о переходе к вегетарианской диете, хотя скорее в целях улучшения здоровья, чем по этическим причинам.
Незадолго до введения Tierschutzgesetz вивисекция была сначала полностью запрещена, но после разрешена с определёнными ограничениями. Исследования на животных рассматривались как часть «еврейской науки». Герман Геринг объявил о полном запрете 16 августа 1933 года, следуя пожеланиям Гитлера. Однако личный врач Гитлера убедил его, что вивисекция важна для науки Германии, особенно для оборонных исследований. Поэтому запрет был пересмотрен, и 5 сентября 1933 года представлены 8 условий для экспериментов с животными (в том числе обязательное обезболивание и ограничение излишних экспериментов). Приматы, лошади, собаки и кошки получили особый статус, запрещавший использовать их в экспериментах, а лицензию на вивисекцию мог получить только институт, а не частное лицо. Снятие запрета прокомментировали следующим образом: «это закон любого общества — когда необходимо, можно принести в жертву одну личность ради всего общества»
Медицинские эксперименты в дальнейшем проводились на евреях и цыганских детях в концентрационных лагерях, особенно в Освенциме под руководством д-ра Иозефа Менгеле, и на других людях, считавшихся «неполноценными» — например, военнопленных красноармейцах. Так как состояние здоровья подопытных часто было плохим, исследователи перепроверяли эксперименты на животных, опасаясь неверных результатов. Д-р Ганс Нахтсхайм, например, вызывал эпилептический припадок у взрослых и детей с помощью инъекции пентилентетразола, после чего повторял эксперимент на кроликах для проверки результатов.

#### Конец 1945-го: усиление эксплуатации животных
Несмотря на расширение законодательства, у животных, тем не менее, не было никаких прав. Исследователи указывают, что законодательство в то время опирались в первую очередь на интересы людей. Например, для защиты частной собственности (то есть сельскохозяйственных животных) принимался закон о запрете жестокого обращения со скотом. Чрезмерный вылов рыбы рассматривался, как вред окружающей среде, способный повлиять на людей. Чрезмерный отстрел животных охотниками и браконьерство — как потенциальная причина финансовых потерь.
Исследователи считают, что несмотря на распространённость идей благополучия животных в XIX веке, их положение, возможно, только ухудшилось в XX веке, особенно после Второй мировой войны, частично из-за увеличения использования животных в научных экспериментах. Например, в Великобритании в 1875 году использовалось 300 животных, в 1903 — 19’084, в 2005 — 2,8 млн (50−100 млн по всему миру), и по современным оценках — от 10 до 100 млн животных только в США. Но в большей степени из-за технологической революции в животноводстве, что позволило выращивать и забивать животных в пищу в масштабах, невозможных до войны: миллиарды животных ежегодно.

#### 1960-е: Оксфордская группа
Небольшая группа исследователей, в основном из Оксфордского университета, известная сегодня как «оксфордская группа», пришла к убеждению, что усиление использования животных представляет собою неприемлемую эксплуатацию. В 1964 году Рут Гаррисон раскритиковала фабрики-фермы в своей известной книге «Животные-машины». Один из членов Оксфордской группы психолог Ричард Райдер, указывает на статью «Права животных» Бриджит Брофи в «Sunday Times» 1965 года, утверждая, что это был первый случай, когда крупная газета уделила много внимания вопросу о правах животных. Роберт Гарнер из Университета Лестера пишет, что работы Гаррисон и Брофи спровоцировали взрыв общественного интереса к вопросу о том, какими должны быть отношения между людьми и животными, что привело к возникновению «новой морали».
Брофи пишет:
Отношения хомо сапиенсов к другим видам — это безостановочная эксплуатация последних. Они работают на нас, мы едим их и делаем из них одежду. Вскрываем их тела ради суеверий: раньше приносили их в жертву ради наших Богов и извлекали их внутренности для предсказания будущего; сегодня приносим их в жертву науке, экспериментируем над их внутренностями в надежде, что так мы сможем лучше понять настоящее… Нам кажется поразительным, что греческие философы, так глубоко разработавшие вопросы морали, не замечали аморальности рабства. Возможно через 3000 лет покажется таким же невероятным то, что мы не замечали наш гнет над животными.
Райдер, посещавший в качестве исследователя лаборатории США и Великобритании, где проводились опыты на животных, был шокирован увиденным и написал несколько писем редактору «The Daily Telegraph», которые были опубликованы весной 1969 года. Брофи, прочитав их, познакомила Райдера с «оксфордской группой» — Стенли и Рослин Годлович, Джоном Харрисом. Впоследствии Райдер стал соавтором их крайне влиятельного труда «Животные, люди и мораль. Исследование жестокого обращения с животными» (1971).

#### 1970: появление термина «спесишизм»
В 1970 году Райдер впервые использовал термин «спесишизм» (англ. speciesism) для обозначения дискриминации на основании принадлежности существа к определённому виду. Питер Сингер использовал термин в своей книге «Освобождение животных» в 1975 году, после чего термин широко распространился среди участников движения за права животных и был включён в «Оксфордский словарь английского языка» в 1989 году.

#### 1975: публикация «Освобождения животных»

Книга Питера Сингера Освобождение животных, опубликованная в 1973 году, сыграла ключевую роль в становлении движения за права животных.

Австралийский философ Питер Сингер впервые выдвинул аргументы об освобождении животных 5 апреля 1973 года в своей рецензии на книгу «Животные, люди и мораль» для «Нью-Йоркского книжного обозрения». В дальнейшем его идеи сыграли ключевую роль в становлении движения за права животных. Сингер обосновывает свои идеи принципами «утилитаризма» — грубо говоря, только тот поступок можно считать правильным, который направлен к «наибольшему счастью наивозможно большего числа членов общества» (как писал в 1776 году Джереми Бентам в сочинении «Фрагмент о государственном правлении»). Сингер также указал на схожесть между движением за освобождение женщин, движением за права чернокожих, права геев и освобождением животных. В 1970 году он пришёл к заключению (во время ланча в Оксфорде со знакомым студентом-вегетарианцем), что человек, поедая животных, участвует в угнетении других видов. В дальнейшем рецензия Питера Сингера переросла в отдельную книгу «Освобождение животных», которую сегодня называют «библией» современного движения за права животных.
Хотя Сингер называет себя защитником прав животных, в своей книге он не использует теорию права. Он отвергает идею того, что как животные, так и люди изначально обладают естественными правами, и предлагает подход «равноценности потребностей». Сингер утверждает, что не существует никакого логического, морального или биологического основания считать, что отказ в главных потребностях человеку (например, потребности избегать боли), чем-то отличается с моральной точки зрения от отказа в главных потребностях существам нечеловеческой природы. Сингер опирается на идеи великобританского философа Генри Сиджвика (1838—1900), который писал: «Благо каждого индивидуума не обладает большим значением с точки зрения (если можно так сказать) Вселенной, чем благо любого другого»
Публикации «Освобождения животных» в 1975 году в США и в 1976 году в Великобритании вызвали резкое повышение интереса среди ученых к правам животных. Том Реган писал в 2001 году, что философы за последние 20 лет написали о правах животных больше, чем за предыдущие 2000 лет. В фундаментальном «Руководстве по библиографическим источникам о правах животных» Роберта Гарнера 10 страниц вмещают список всех философских работ о правах животных до 1970 года и 13 страниц — за период от 1970-го до 1980-го.

#### 1976: создание «Фронта освобождения животных»
Одновременно с «оксфордской группой» рядовые активисты также разрабатывали идеи о правах животных. Великобританский студент права Ронни Ли собрал группу активистов для борьбы с охотниками в городе Лутон (Англия) в 1971 году. Они нападали на автомобили охотников: протыкали шины и разбивали стекла, называя свою форму активизма «активным состраданием». В ноябре 1973-го они осуществили свой первый поджог (фармацевтической лаборатории Hoechst недалеко от города Милтон-Кинс (Англия)). Группа взяла на себя ответственность, представив себя прессе как «ненасильственную партизанскую организацию, созданную для освобождения животных от всех форм насилия и гнета со стороны человечества».
| «                | У тех, кто управляет этой страной, есть инвестиции, доли в фармацевтических компаниях, экспериментирующих на животных, и если вы думаете, что стоит только написать им «нам не нравится то, что вы делаете», и можно ждать изменений, вы ошибаетесь — этого никогда не произойдет | » |
| — Кит Мэнн, ФОЖ. | |   |

В августе 1974 года Ли и ещё один активист получили трехлетний тюремный срок. Через 12 месяцев они были выпущены, и в 1976 году Ли собрал остатки группы вместе с новыми активистами (всего около 30 человек) для создания «Фронта освобождения животных» (ФОЖ). Он надеялся, что такое название «не будет давать покоя тем, кто использует животных».
Сегодня ФОЖ действует в 38 странах, как «безлидерное сопротивление». При такой структуре тайные «ячейки» действуют независимо и порой узнают о существовании друг друга только после появления информации об акте «освобождения» в прессе. Активисты сравнивают ФОЖ с Подземной железной дорогой — тайной организацией, помогавшей рабам в XIX веке переправиться из США в Канаду. Ячейки ФОЖ передают животных, похищенных из лабораторий и ферм, симпатизирующим ветеринарам и далее — в заповедники. Одновременно некоторые активисты организуют диверсии и поджоги, а также акции по запугиванию, из-за чего нередко всё движение за права животных подвергается критике.
Децентрализованная структура ФОЖ создает трудности правоохранительным органам — ячейки и их связи трудно обнаружить, так как обычно они созданы близкими друзьями. В 2002 году руководство ФБР США заявило о том что деятельность ФОЖ представляет серьёзную террористическую угрозу безопасности страны. В 2005 году Министерство национальной безопасности США включило ФОЖ в список «внутренних террористических угроз».
Тактика некоторых активистов ФОЖ критикуется рядом защитников прав животных. Например, Питер Сингер считает, что движение за права животных должно взывать к чувству морали, что невозможно сделать, когда другие взрывают здания и рискуют жизнями людей во имя той же идеи. Также ФОЖ критикуют за формирование в обществе образа рядового участника, как «радикального экологического террориста». Активисты ФОЖ отвечают на критику, как обобщает Ингрид Ньюкирк из PETA, следующим образом: «Мыслители могут подготовить революцию, но провести её должны бандиты»

#### 1980: Генри Спира и «постепенное пристыжение»
Бывший моряк и борец за права человека Генри Спира сегодня является одним из наиболее известных защитников прав животных в США. Будучи сторонником постепенных изменений, он предлагает тактику «постепенного пристыжения», когда устанавливаются контакт между группой защитников прав животных и корпорацией, наносящей вред животным, с целью получения уступок либо прекращения вредящей деятельности.
Первая (1976) публичная кампания Спиры была направлена против «Американского музея естественной истории», где проводили опыты над кошками, — опыты были прекращены. Наиболее важным достижением Спиры считается прекращение в 1980 году косметической компанией Revlon проверки продукции с помощью теста на раздражение слизистой мембраны кролика (тест Драйза) — тестируемые вещества помещают в глаз кролика для проверки их токсичности. Спира выпустил полностраничную рекламу в нескольких газетах, изображающую кролика с приклеенным на глаз пластырем, в которой говорилось: «Сколько кроликов готова ослепить Revlon ради красоты?» Revlon перестала использовать животных для тестирования косметики, пожертвовала деньги для создания «Центра альтернатив тестам на животных». В дальнейшем и другие ведущие косметические компании отказались от теста Драйза.
Тактика Спиры широко используется группами защиты животных, особенно PETA, однако критикуется аболиционистами, например, Гэри Франсионом, который утверждает, что эта тактика более схожа с заботой о благополучии животных XIX века, чем с идеями о правах животных, и создает в обществе комфортные условия для продолжения использования животных. По мнению аболиционистов, только сдвиг парадигмы, то есть запрет рассматривать животных, как чью-то собственность, является ключевым для уменьшения страданий животных.

### XXI век: животных впервые наделяют правами

#### 2008: предложение о наделении приматов правами в Испании
В 2008 году Испания стала первой страной, представившей резолюцию о правах животных некоторых видов. Парламент признал права крупных человекообразных обезьян на жизнь и свободу в соответствие с идеями проекта Питера Сингера «Большие человекообразные обезьяны» и постановил законодательно запретить опыты на обезьянах, содержание их для цирковых и телевизионных программ и серьёзно улучшить условия проживания в зоопарках.

#### Юридическая защита прав животных в Швейцарии
Швейцария — ведущее государство Европы в области прав животных. В 2007 году Цюрихский кантон в качестве эксперимента впервые ввел пост «адвоката животных», а главным событием 2008 года в Швейцарии, по мнению издания Матен, стало вступление в силу закона о правах животных. Официальный представитель федеральной ветеринарной службы Швейцарии Кати Маре считает, что одной из причин принятия закона стало изменение взглядов швейцарцев:
Тема животных стала центральной в нашем обществе.
Закон детально регламентирует обращение с дикими и домашними животными. В марте 2010 года в стране прошёл референдум по вопросу предоставления домашним животным права на собственного адвоката в суде. По итогам референдума 71 % швейцарцев высказались против этой инициативы.

#### Первая политическая партия защиты животных в Нидерландах
30 ноября 2006 года Нидерланды вошли в историю как первая страна в мире, в парламенте которой представлена Партия для Зверей (Patij voor de Dieren, сокращенно, PvdD), основной целью которой является улучшение прав животных.
Партия для Зверей основана в 2002 году, во главе которой стоит
Марианна Тиме (Marianne Thieme). Партия добивается закрепления прав животных в конституции
страны по примеру Германии, а также разработки отдельного закона о зоозащите.

#### 2010: интеллект дельфинов
В январе 2010 года зоолог Лори Марино и её коллеги из университета Эмори (Атланта) провели анатомические исследования дельфинов, использовав при этом МРТ (магнитно-резонансную томографию), просканировав мозг дельфинов и сравнив его с мозгом приматов. В результате выяснилось, что размер мозга дельфинов в соотношении с размером их тела гораздо больше, чем у ближайших родственников человека — шимпанзе, — а их поведение указывает на высокую степень умственного развития. Исходя из этого, представители мира науки предположили, что дельфинов следует рассматривать как «личности нечеловеческой природы» с предоставлением им права считаться индивидуумами.
Автор книги «В защиту дельфинов» («In Defense of Dolphins»), профессор этики и бизнеса университета Лойола Мэримаунт (Лос-Анджелес), Томас Уайт (Thomas White) поддерживает это мнение, также как и профессор психологии Городского университета Нью-Йорка Диана Рейс (Diana Reiss).

## Основные философские подходы

### Краткий обзор
На данный момент существует два основных философских подхода к вопросу о правах животных: утилитарный и правовой. Первого придерживается профессор биоэтики Принстонского университета Питер Сингер. Второго — почётный профессор философии Университета Северной Каролины Том Реган и профессор права и философии Ратгерском факультете права Гэри Франсион.
Главное их различие заключается в подходе к определению этичности поступка. Сингер придерживается утилитаризма и судит об этичности поступка по его последствиям. Реган и Франсион — деонтологической этики, и считают, что поступок, независимо от его последствий, является либо этичным, либо — нет. К примеру, утилитарист может сказать, что врать плохо, так как ложь сделает кого-нибудь несчастным. А деонтолог, — что врать плохо в принципе.
Во время дебатов Сингер не поддерживает концепцию естественного права и того, что животные могут обладать ими. Вместо этого он считает, что когда мы обдумываем возможные последствия нашего поступка, чтобы определить, будет ли он этичен или нет, первостепенные потребности животных (особенно потребность избежать боли) должны рассматриваться как не менее ценные, чем схожие потребности людей. То есть страдания существ, человеческой они природы или нет, равны между собой. И нет никакого морального обоснования, чтобы считать одни из них важнее остальных. Реган и Франсионе, наоборот, не концентрируются на последствиях. Реган утверждает, что животные — это, как он их называет, «субъекты жизни» и поэтому обладают естественными правами, которые нельзя игнорировать. Франсион — что у животных есть лишь одно право, которое нужно узаконить: право не быть чьей-то собственностью. Все остальное последовательно следует из этой смены парадигмы.
Проблематикой прав животных также занимаются: доктор философии в Техасском университете в Эль-Пасо Стивен Бест, английский психолог Ричард Райдер, англиканский священник, теолог и писатель Эндрю Линзи.

### Утилитаристский подход

#### Питер Сингер: равенство потребностей

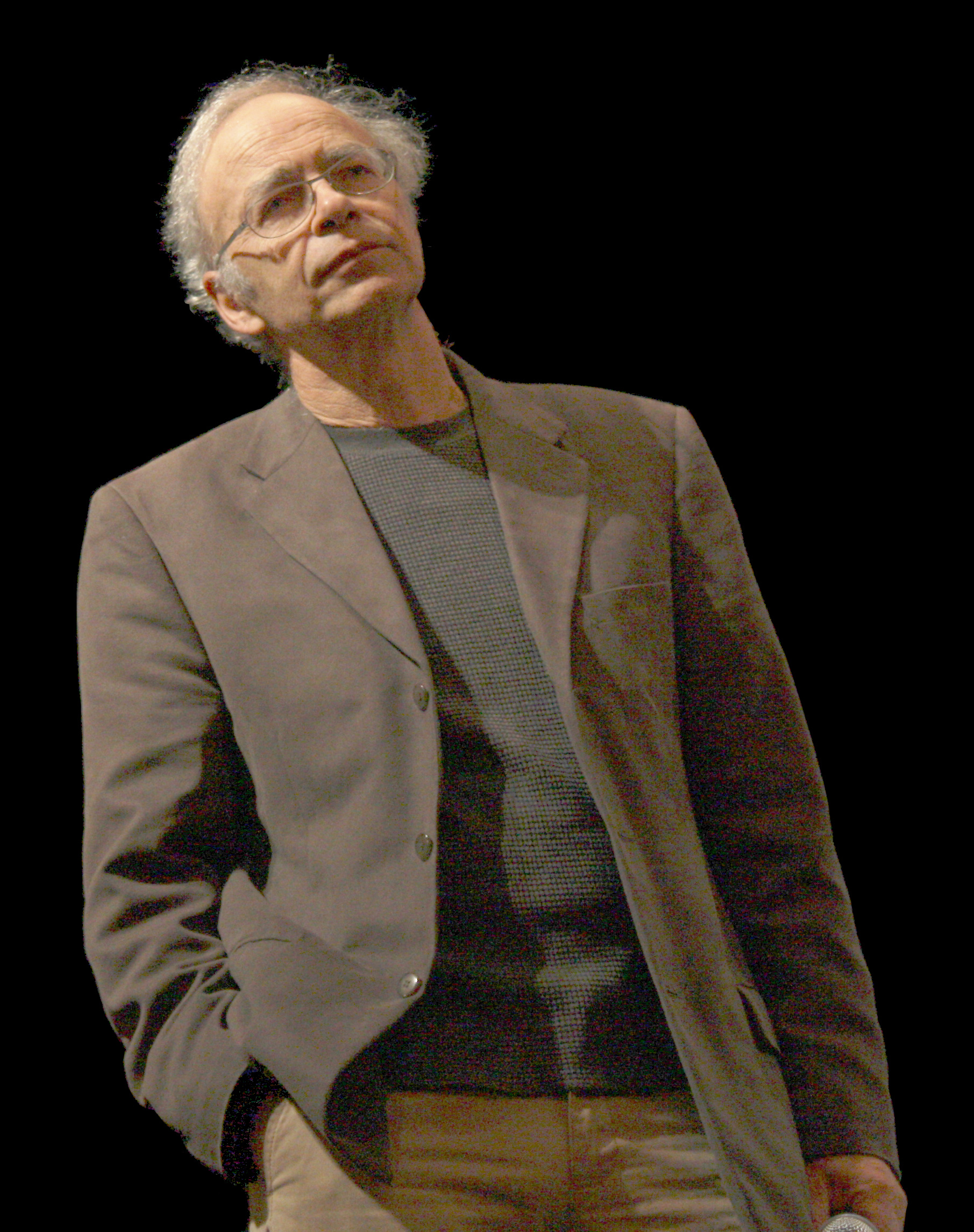
Питер Сингер — сторонник утилитаризма, а не теоретик права.

Сингер придерживается концепции утилитаризма действия — судит о правоте поступка по его последствиям: как повлиял поступок на существ, на которых был направлен; максимизировал ли удовольствие, минимизировал ли боль.
Позиция Сингера заключается в том, что нет никакого морального основания для неравенства в рассмотрении главных потребностей существ человеческой и нечеловеческой природы. Принцип равенства при этом не подразумевает одинакового обращения, но равенство в рассмотрении главных потребностей. Например, мышь и человек имеют одинаковую потребность избежать падения на мостовую, так как при этом оба будут испытывать страдания. И нет никакого морального основания утверждать, что подобные главные потребности одного существа имеют большую ценность, чем другого, считает Сингер. Они равноценны. Сингер цитирует великобританского философа Генри Сиджвика: «Благо каждого индивидуума не обладает большим значением с точки зрения (если можно так сказать) Вселенной, чем благо любого другого». Что также отражает позицию Бентама: «Каждый стоит каждого, и никто не стоит большего».
В отличие от мыши или человека, камень не будет страдать, если его бросить на мостовую, и поэтому не имеет потребности избежать этого. Потребности, утверждает Сингер, основаны на способности испытывать страдания и ни на чём более. И в тот момент, когда у существа появляется такая способность, возникают также и потребности. И подобные потребности существ должны рассматриваться с позиции их равноценности. Поэтому ключевым становится вопрос о том, какие существа способны испытывать страдания.

##### Страдания животных
Сингер пишет, что сегодня во время дебатов о правах животных обе стороны принимают факт, что животные способны испытывать страдания и чувствовать боль, хотя так было не всегда. Философ Бернард Роллин пишет, что идеи Декарта о животных сохраняли влияние вплоть до 1980-х годов. Ветеринаров США до 1989 года обучали игнорировать боль, и как минимум одна из главных ветеринарных клиник до 1960-х не хранила наркотических обезболивающих для контроля боли животных. Во время общения с учеными его часто просили доказать, что животные обладают сознанием, и предоставить научное доказательство того, что животные могут ощущать боль
Сингер пишет, что научные публикации за два последних десятилетия показали, что большинство исследователей признают способность животных испытывать страдания и чувствовать боль, хотя и продолжают утверждать, что страдания животных могут быть меньшими по сравнению с человеческими, так как животные не способны на такие же яркие воспоминания о боли и страх ожидания.
В самых свежих изданиях «Освобождения животных» Сингер цитирует научные исследования, которые показывают, что импульсы, эмоции, чувства животных расположены в промежуточном мозге, который хорошо развит у млекопитающих и птиц.
Сингер также ссылается на работы Ричарда Сержанта, в которых Сержант показал, что анатомическая сложность мозга и нейроанатомия существ нечеловеческой природы практически идентична нервной системе человека: «каждые новые фактические данные только подтверждают, что высшие позвоночные млекопитающие способны испытывать боль по крайней мере не менее ярко, чем мы. Утверждение, что они менее чувствительны, так как являются низшими животными, абсурдно. Это легко доказать, так как многие их органы чувств развиты гораздо сильнее наших.»
Сингер пишет, что вопросы о страданиях животных и их сознательности возникают в первую очередь из-за того, что животные не способны выразить свои чувства словами, что приводит некоторых ученых к убеждению о невозможности определения, когда животные испытывают страдания. Эта ситуация, по мнению Сингера, может измениться благодаря увеличивающемуся количеству шимпанзе, обученных языку жестов, хотя скептики задаются вопросом, является ли использование языка жестов в данных случаях осознанным или только выглядит таким. Сингер пишет, что если следовать аргументу о том, что слова необходимы для сообщения о том, что вы испытываете страдания, то в некоторых случаях будет невозможно определить, испытывают ли боль люди.
Сингер считает, что нужно изучать поведение при болевых ощущениях и выдвинуть на основании этого гипотезу. Как, например, утверждает Людвиг Витгенштейн, если кто-то кричит, сжимает часть тела, часто стонет или неспособен пошевелиться, особенно когда такое поведение сопровождается событием, способным вызывать болевые ощущения у нас самих, то с высокой вероятностью это означает, что в этот момент существо испытывает боль. Сингер утверждает, что не существует причины полагать, что подобное поведение животных может означать нечто другое, а не болевые ощущения.

##### Факты — не основа равенства
Сингер полагает, что равенство между людьми не основывается на каких-то фактах, а существует как данность. Люди действительно во многом отличаются. Но если бы идея равенства, допустим, между представителями разных полов была основана на факте, например, о равенстве мужчин и женщин в интеллектуальном плане, и в дальнейшем этот факт был бы опровергнут, нам пришлось бы перестать практиковать равенство между ними. Однако равенство не основывается на доказательствах и принимается, как данность, то есть опирается на моральную идею, а не на факты, пишет Сингер. Он цитирует президента США Томаса Джефферсона, одного из главных авторов Декларации независимости США: «Сэр Исаак Ньютон превосходил многих в знаниях, но он не был из-за этого властелином над ними».

### Правовой подход
Идею о правах животных поддерживают юристы Алан Дершовиц и Лоуренс Трайб из Гарвардской школы права. Законодательство о животных преподается в 119 из 180 школ права США, в восьми школах права Канады и обычно включается в университетские курсы по философии и этике. Отдельные формы жестокого обращения с животными (например, производство фуа-гра) законодательно запрещены в ряде стран. В 2008 году Испания стала первой страной, представившей резолюцию о правах человекообразных обезьян. Парламентский комитет призвал наделить крупных человекообразных обезьян правами на жизнь и свободу в соответствие с идеями проекта Питера Сингера «Большие человекообразные обезьяны».

#### Том Реган: субъекты жизни

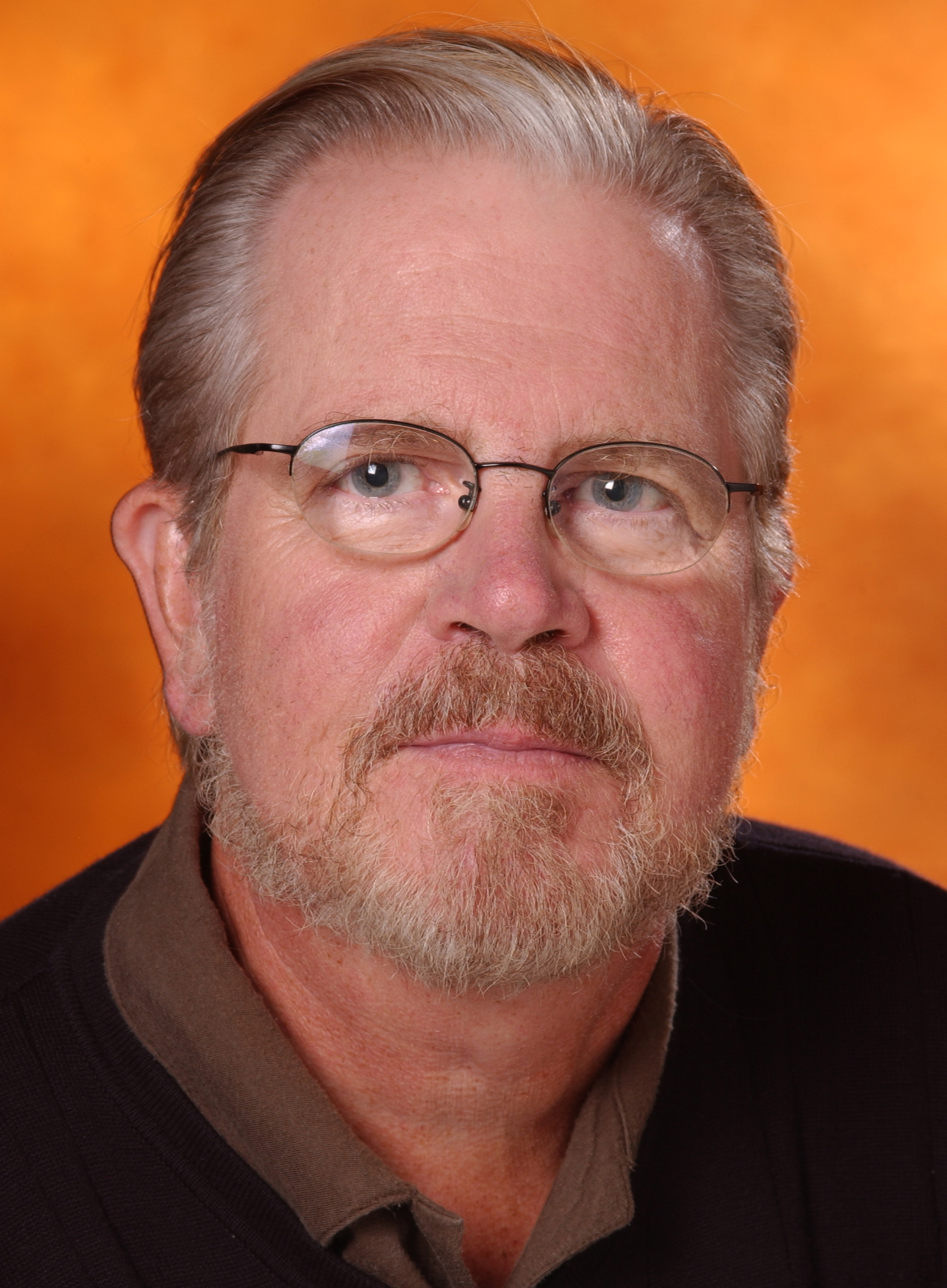
Том Реган: животные — «субъекты жизни» и поэтому обладают правами.

Том Реган в книгах «В защиту прав животных» и «Пустые клетки» пишет, что существа нечеловеческой природы — это тоже «субъекты жизни», и поэтому обладают правами. Он считает, что так как естественные права людей обосновываются наличием сознания у них, и, так как сознанием обладают как минимум некоторые из животных, — они должны обладать теми же естественными правами, что и люди.
Хотя только люди руководствуются моралью в своих поступках («агенты морали»), некоторые из них, например, младенцы, неспособны на это («пациенты морали»). Как и по меньшей мере некоторые из животных. Они не могут сформулировать принципы морали, и определять, что верно, а что — нет. Даже если их поступки приносят пользу или вред. Только «агенты морали» способны руководствоваться моралью в своих действиях.
Животные обладают «неотъемлемой ценностью» как «субъекты жизни», считает Реган. И поэтому не могут рассматриваться, как средство для достижения чьих-то целей. Его теория не распространяется на всех чувствующих существ, но только на тех, кого можно считать «субъектами жизни». По мнению Регана, все здоровые млекопитающие старше, как минимум годовалого возраста, — это «субъекты жизни» и обладают «естественными правами». Если Сингер в основном сконцентрирован на улучшении обращения с животными и признает, что в некоторых гипотетических сценариях, отдельных животных можно законно использовать для достижения определённых целей существ как человеческой, так и нечеловеческой природы, Реган полагает, что мы должны обращаться с существами нечеловеческой природы так же, как с людьми. Он сторонник строгого Кантианского принципа (который сам Кант применял только к людям) — никого не следует приносить в жертву ради чего-либо.

#### Гэри Франсион: аболиционизм

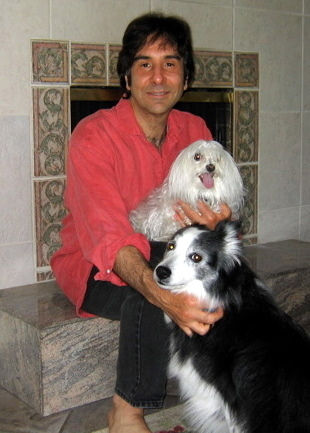
Гэри Франсион: животным нужно только одно право — право не быть чьей-то собственностью.

Аболиционисты придерживаются правового подхода, однако призывают законодательно закрепить за животными только одно право — право не быть чьей-то собственностью. Они считают, что запрет брать в собственность чувствующих существ, может стать ключевым решением для уменьшения страданий животных. Наиболее известный представитель движения — профессор права и философии Ратгерского факультета права Гэри Франсион. Он утверждает, что фокусирование на «благополучии животных» может в действительности только ухудшить положение животных, так как укрепляет собственнический взгляд на них, и даёт обществу возможность спокойно использовать.
Франсион называет организации, придерживающиеся идеи «благополучия животных», например, PETA, «новыми велфаристами» (от welfare англ. — «благополучие»). Утверждая, что у них больше общего с защитниками животных XIX века, чем с движением за права животных. Франсион полагает, что в США не существует полноценного движения за права животных, так как внимание уделяется в основном «их благополучию».

## Критика
Критики считают, что животные не способны руководствоваться моралью или заключить какой-либо общественный договор, поэтому не могут обладать правами. Например, философ Роджер Скрутон утверждает, что только люди способны брать на себя обязательства, и поэтому только они обладают правами. Сторонники прав животных имеют разногласия со сторонниками благополучия животных. Последние считают допустимым убивать животных для получения пищи и прочих ресурсов. Но избегая причинения излишних страданий.
Рецензент Дэвида Вестби, называет идеологию прав животных — радикальной, газета The New York Times радикальными называет действия некоторых её активистов.

### Карл Коэн

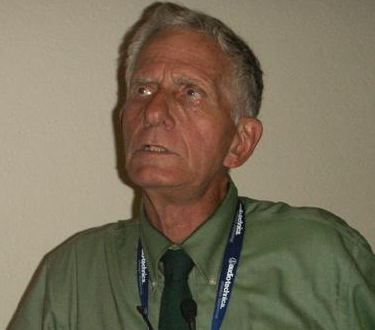
Коэн, Карл: животные не способны определить, что этично, а что — нет.

Профессор философии Университета Мичигана в США Карл Коэн выступает против наделения животных личностными характеристиками человека и утверждает, что обладатели прав обязаны уметь находить границу между собственными интересами и тем, что является этичным: «обладатели прав должны осознавать силу обязанностей, которые распространяются на всех, в том числе и на них самих. С их помощью они должны находить возможные конфликты между собственными интересами и тем, что является правильным. Только в сообществе существ, способных на самоограничивающие моральные суждения, может корректно функционировать концепция права».
Коэн отвергает аргумент Сингера о том, что, так как некоторые люди (например, с травмами головного мозга), не способны на моральные суждения, то эту способность нельзя использовать в качестве критерия для тех, кто может обладать правами. Коэн пишет, что тест на способность к моральным суждениям нельзя использовать по отношению к одному существу, а только — к целому виду.

### Дебаты Познера-Сингера

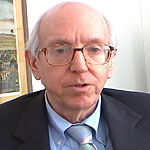
Ричард Познер: «равенство основывается только на фактах»

Судья апелляционного суда седьмого округа США Ричард Познер участвовал в дебатах о правах животных с Питером Сингером на страницах интернет-журнала Slate. Познер утверждает, что его моральная интуиция подсказывает, что люди в опасных ситуациях «предпочитают себе подобных. Если собака нападет на человеческого ребёнка, даже если придется причинить ей больше боли, чем она сама может причинить, тем не менее мы выберем сторону ребёнка. Было бы чудовищно пощадить собаку».
Сингер оспаривает моральную интуицию Познера, утверждая, что в прошлом ущемление прав женщин, геев, некоторых человеческих рас основывалось на такой же интуиции. На это Познер отвечает, что равенство в гражданских свободах не появляется лишь из-за аргументов этики, но на основе фактов, доказывающих, что не существует морально значимых отличий среди людей разного пола, расы, сексуальной ориентации, с помощью которых можно было бы обосновать неравенство в правах. Если появятся подобные факты о людях и животных, неравенство в правах также исчезнет. Равенство основывается только на фактах, считает Познер, а не этических аргументах, особенно, когда они вступают в противоречие с инстинктами.
Познер называет свой подход «мягко-утилитарным», в отличие от «жестко-утилитарного» подхода Сингера. Он утверждает: «мягко-утилитарная позиция в вопросе о правах животных — это моральная интуиция многих, возможно большинства, американцев. Мы понимаем, что животные чувствуют боль, и считаем, что причинять боль без причины плохо. Но ничего ценного не добавляется при попытке описать моральную интуицию языком философии; многое теряется, когда интуиция служит основой для логического аргумента. Когда добро к животным переходит к убеждению о равноценности боли человека и боли животного, появляются огромные перспективы для социальной инженерии».

### Роджер Скрутон
Британский философ Роджер Скрутон утверждает, что наличие прав подразумевают также и наличие обязательств. Каждая законная привилегия, пишет он, накладывает бремя на того, кто ей не обладает, то есть: «ваше право может быть моей обязанностью». Скрутон оценивает появление движения за права животных, как «наиболее странный культурный сдвиг в либеральном мировоззрении». Так как, по его мнению, идея прав и обязательств является отличительной чертой человека, и не имеет смысла распространять её на кого-либо вне нашего вида.
Он обвиняет защитников прав животных в «донаучном» антропоморфизме за наделение животных характеристиками «из сказок Беатрис Поттер», когда «только человек подл». Мир животных, пишет Скрутон, наполнен собаками, которые остаются привязаны к нам, независимо от того, как мы обращаемся с ними, и кошками, которые лишь притворяются привязанными, когда, на самом деле, беспокоятся только о самих себе. Понятие права чуждо для мира животных, утверждает Скрутон. То, что у животных могут быть какие-то права — это фантазия, считает он.

### Майкл Рейсс
Профессор биоэтики Лондонского университета, англиканский священник Майкл Рейсс считает, что понятия этики и права не распространяются на мир животных: «В природе животные охотятся друг на друга и без особого почтения относятся к правам других видов. Однако было бы смехотворно обвинять их за это в неэтичном поведении». Хотя Рейсс считает, что у людей есть моральные обязательства по отношению к животным, однако билль о правах животных, решив старые проблемы, может породить гораздо больше новых.

### Критика активизма
Незаконные формы активизма за права животных подвергаются критике.

## Права животных и религия
Представители большинства религий не считают оправданным издевательство над живыми существами и их убийство, кроме случаев добычи необходимого пропитания и самозащиты.

### Буддизм
В отличие от авраамических религий (иудаизм, христианство, ислам) буддизм не ставит человека на вершину иерархической цепочки творений (или пирамиды мироздания). В буддизме он находится между «мучениками ада» (низшая форма бытия) и совершенными Буддами (высшая форма бытия).

### Индуизм
В индуизме присутствует теологическая концепция «непричинения вреда всем живым существам» или ахимса. Древние индуистские писания «Веды» в большинстве случаев осуждают употребление мяса (за исключением мяса жертвенных животных): «Мясо не может быть добыто без причинения вреда живым существам, а причинение вреда живущим — губительно для Высшего Блаженства». В Упанишадах говорится: «Тот, кто всегда смотрит на живые существа как на духовные искры, качественно равные Господу, понимает истинную природу вещей».

### Джайнизм
Основатель джайнизма Махавира (современник Будды) считал, что ахимса (непричинение вреда любым живым существам) — это высшая форма добродетели. Махивара сделал ахимсу основой своего вероучения. Фрагмент из Ачаранга-Сутры: «… всем без исключения тварям ведомы приязнь и неприязнь, боль, страх, печаль. Все они мучимы ужасом, подступающим к ним со всех сторон. Невзирая на это, находятся люди, готовые причинять им дополнительную боль… Одни убивают животных, принося их в жертву, другие ради их шкур и меха, плоти, крови…, перьев, клыков или бивней… Одни делают это намеренно, другие случайно; одни убивают животных потому, что те раньше причиняли им вред…, другие — страшась оного. Те, кто причиняет страдания животным, — не осознали и не отвергли греховной стези… Те же, чей ум спокоен и свободен от страстей, — не станут существовать за счёт других…»

### Зороастризм
В Гатах, гимнах Заратуштры, хаити 29 Гаты Ахунаваити посвящается диалогу между Душой Скота, олицетворяющею Природу, и Ахура-Маздой с Истиной Наилучшей. В ней Душа Скота(Гэуш-Урван) жалуется на тяготы, что причиняют «не-пастухи» и просит защитника себе. Истина говорит, что не видит защитника, который осилил бы такую задачу, добавляя, что только Ахура может установить такого. Тогда Ахура-Мазда возлагает на Заратуштру долг защищать Душу Скота. Гэуш-Урван жалуется, что защитник слишком слаб и не сможет отразить гнёт «не-пастухов». Гимн заканчивается принятием Заратуштрой(который символизирует в Гатах также и зороастрийскую общину) своего долга и молитвой Мазде о силах исполнить его. Зороастризм всегда осуждал жестокость к животным, отрицал бессмысленные жертвоприношения с их участием, однако зороастрийцы не принимают вегетарианство, их взгляды схожи со взглядами сторонников «благополучия животных».

### Синтоизм
В древности мясная пища во время религиозных обрядов синто не предлагалась, так как проливать кровь в священной местности вокруг храма было запрещено.

### Сикхизм
Исследователь сикхизма Сварана Сингха Санехи из Академии культуры Намдхари: «писания сикхов полностью поддерживают вегетарианство, сикхи времен гуру Нанака во многом следовали индуистскому учению и образу жизни. Их нелюбовь к мясным блюдам также была частью этого учения и образа жизни. Гуру Нанак считал поедание мяса предосудительным, особенно для тех, кто пытается медитировать». Члены секты Намдхари и Движения Золотого Храма Йоги Бхаяна — строгие вегетарианцы.

### Ислам
В Мекке (родной город пророка Мухаммеда) запрещено убивать любые живые существа. При входе в Мекку паломники надевают ритуальную одежду (покрывало) ихрам. С этого момента им запрещено убивать любых живых существ. Даже вшей и саранчу. К примеру, если паломник заметит насекомое на дороге, он обязан предупредить своих спутников (чтобы они случайно не раздавили насекомое). Марголиут, биограф Мухаммеда: «Его доброта распространялась и на низшие существа. Он запрещал лучникам стрелять по птицам-матерям и увещевал тех, кто плохо обходился со своими верблюдами. Когда кто-то из его спутников поджег муравейник,— продолжает Марголиут,— Мухаммед заставил их потушить огонь, он запрещал всякое насилие». Известен случай, когда Мухаммед отрезал кусок своего плаща, потому что на нём спала кошка, а он не хотел беспокоить её. «Будь сострадателен ко всем, особенно к тем, кто слабее тебя», — Мухаммед.

### Иудаизм
Иудейские религиозные законы запрещают спортивную охоту, а также запрещают причинять животным страдания без необходимости. Однако утверждают, что человек стоит на верхней ступени иерархической лестницы творений, поэтому ему дано право распоряжаться другими живыми существами.

### Христианство
Согласно Книге Бытия — после потопа Бог разрешил людям употреблять в пищу мясо животных и держать их как собственность: «И благословил Бог Ноя и сынов его и сказал им: плодитесь и размножайтесь, и наполняйте землю [и обладайте ею]; да страшатся и да трепещут вас все звери земные, [и весь скот земной,] и все птицы небесные, все, что движется на земле, и все рыбы морские: в ваши руки отданы они; все движущееся, что живёт, будет вам в пищу; как зелень травную даю вам все; только плоти с душею её, с кровью её, не ешьте…».
«… 20 И устроил Ной жертвенник Господу; и взял из всякого скота чистого и из всех птиц чистых и принес во всесожжение на жертвеннике.
21 И обонял Господь приятное благоухание, и сказал Господь в сердце Своем: не буду больше проклинать землю за человека, потому что помышление сердца человеческого — зло от юности его; и не буду больше поражать всего живущего, как Я сделал:
22 впредь во все дни земли сеяние и жатва, холод и зной, лето и зима, день и ночь не прекратятся»
Согласно этому договору (Бога и Ноя), люди имеют полное моральное право подносить животных в жертвоприношение.

## Права животных в России

### Исторические предпосылки
В начале XIX века в Зверинце Царского села (ныне Александровский парк) рождались и закреплялись новые формы придворной русской жизни, культуры развлечений и быта, заимствованные из Западной Европы.
После в Российской империи началось строительство парковых павильонов, в которых содержали своих любимых животных зажиточные горожане.
В 1829 году придворный архитектор Адам Менелас по приказу императора Николая возвел «Пенсионерные конюшни», где животные доживали свой век.
Первый запрет на травлю животных был опубликован в 1880 году. Инструкция для Участковых Попечителей Российского Общества попечителей животных гласила:
«Участковые Попечители заявляют Полиции о совершившимся, или предполагаемом, устройстве петушиных боев и звериных травель и употребляют возможные усилия и настояния к недопущению и прекращению их и к привлечению виновных к законной ответственности».
В 30-е годы XX века в России происходили массовые забои лошадей, целенаправленно уничтожались борзые собаки, так как животные ассоциировались с дворянством.
Идеологией СССР являлся материализм, который формировался и развивался во всех направлениях, в том числе науке. Во времена доминирующего материализма существование животных рассматривалось только в качестве товаров и ресурсов в механизме развивающегося индустриализма.

### Современные взгляды

Митинг в защиту бездомных животных в Москве

Согласно данным опроса «Должны ли быть у животных права?» 349 респондентов московского издания «Газета», проведённого на её сайте, 40 % опрошенных считают, что у животных не должно быть прав. Противоположной точки зрения придерживаются 38 %, 10 % опрошеных заявили что тема прав животных их не интересует.
Согласно статье 137 ГК РФ, к животным применяются общие правила об имуществе постольку, поскольку законом или иными правовыми актами не установлено иное. При осуществлении прав не допускается жестокое обращение с животными, противоречащее принципам гуманности.
В январе 2010 года ряд известных российских деятелей культуры, среди которых Елена Камбурова, Сергей Юрский, Инна Чурикова, Валентин Гафт и Андрей Макаревич обратились к властям с предложением о введении поста уполномоченного по правам животных. Это обращение вызвало полемику в СМИ.
Правительственная «Российская газета» отмечала, что современная российская зоозащита сосредоточена на отстаивании прав лишь бездомных собак на свободу. Под её влиянием в ряде городов страны была принята новаторская программа ОСВВ, не имевшая научного фундамента и эксплуатирующая эмоции граждан, реализация которой на практике привела к сокращению популяции краснокнижной фауны.
Пиратская партия России в своём Уставе обозначила, что деятельность партии не нарушает права и свободы человека и гражданина, а также других обладающих разумом или предразумных видов, являющихся частью Человечества в широком смысле, гарантированные Всеобщей декларацией прав человека, Конституцией Российской Федерации и иными соответствующими изданными или ещё не изданными документами.

#### Книги
- Питер Сингер. Освобождение животных, 1973.
- Том Риган. В защиту прав животных, 1985.
- Ховард Уилльямс[англ.]. Этика пищи. Собрание жизнеописаний и выдержек из сочинений выдающихся мыслителей всех времен, 1983.
- Стивен Роузен. Вегетарианство в мировых религиях, 1997.
- Роберт Шарп. Наука проходит испытание, 1994.
- Роберт Шарп. Жестокий обман. Использование животных в медицинских исследованиях, 1988.
- Ричард Райдер. История этики защиты животных и её современный этап, 2000.
- Альберт Швейцер. Этика благоговения перед жизнью, 1960.
- Татьяна Павлова. Биоэтика в Высшей школе, 1998.
- Эндрю Диксон, Уилл Трэверс. Исследование зоопарков, 1994.
- П. Ферстер. Вивисекция с естественнонаучной, медицинской и нравственной точек зрения, 1898.

#### Статьи
- Стивен Бест. Права животных и неправда о них, 2000.
- Гэри Франчоне. Животные - не товар. Манифест в защиту отмены рабства животных, 2006.
- Ирина Новожилова. Косметика без жестокости, 2007.
- Бернхард Рамбек. Мифы об опытах на животных, 2011.
- Виктор Постников. Кто такие Extinction Rebellion?, 2020.